# Josef Romualdowitsch Grigulewitsch

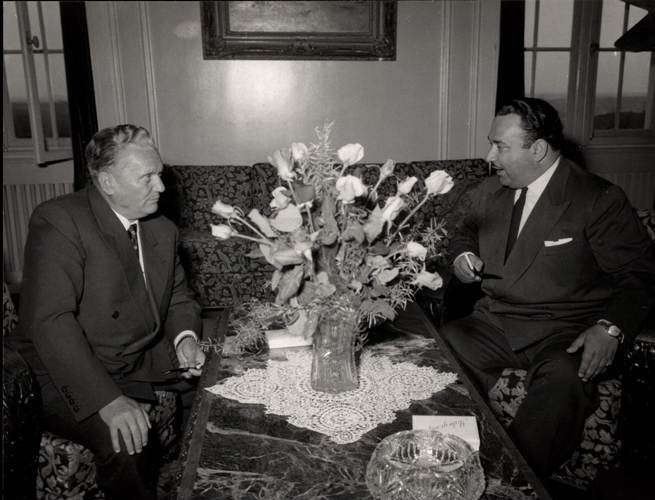
Tito und Grigulewitsch, 1953

Josef Romualdowitsch Grigulewitsch (russisch Иосиф Ромуальдович Григулевич; * 5. Mai 1913 bei Vilnius, Russisches Kaiserreich; † 2. Juni 1988 in Moskau) war ein sowjetischer Agent in den 1930er und 1940er Jahren, später Diplomat und Historiker. Er war führend an der Ermordung von „linksoppositionellen“ Gegnern Josef Stalins, wie Anarchisten und Trotzkisten, beteiligt.

## Leben
Grigulewitsch war ein Angehöriger einer alteingesessenen jüdischen Minderheit, genauer der Karaimen. Seine Eltern emigrierten in seiner Jugend nach Argentinien und sandten ihn später zum Studium nach Europa. Nach anderen russischen Quellen emigrierte lediglich sein Vater, während er mit seiner Mutter in Polen verblieb. Er war Mitglied der Komunistyczna Partia Robotnicza Polski (KPRP, „Kommunistische Arbeiterpartei Polens“) und mit Edward Gierek bekannt. Faktisch erreichte er Argentinien nicht vor 1934, da er 1933 noch an der Pariser Sorbonne studierte. Grigulewitsch wurde vom NKWD rekrutiert. Er sprach neben jiddisch und spanisch noch englisch, französisch und russisch.
Um 1936 wurde er in die Zweite Spanische Republik entsandt, wo er unter den Codenamen „Maks“ und „Felipe“ für Alexander Michailowitsch Orlow agierte. Grigulewitsch gründete sogenannte „mobile Gruppen“, die verschiedene Personen, darunter Andrés Nin, ermordeten. Dazu arbeitete er mit Vittorio Vidali, dem „Comandante Carlos J. Contreras“ des 5. Regiments, zusammen. 1938 wurde er nach Moskau zurückbeordert und 1940 nach Mexiko entsandt, wo er, wieder zusammen mit Vidali, unter dem Tarnnamen „Juzek“ am ersten, erfolglosen Attentat auf Leo Trotzki beteiligt war. Während des Zweiten Weltkrieges hielt er sich als „Artur“ in Argentinien auf und organisierte antideutsche Sabotageaktionen. Er heiratete die mexikanische Sowjetagentin Laura Arayo Aguar.
1949 etablierte er in Rom als „Teodoro B. Castro“ (Legende: vermögender Sohn eines Costa-Ricaners) ein Im- und Exportgeschäft und unterhielt zahlreiche berufliche Kontakte. 1951 wurde er zum costa-ricanischen Botschafter für Italien und Jugoslawien ernannt. Bei der 6. UN-Generalversammlung war er Mitglied der costa-ricanischen Delegation. Zu der Zeit erhielt er heimlich die sowjetische Staatsbürgerschaft und wurde Mitglied der KPdSU.
Anfang 1953 wurde er beauftragt, die Ermordung Josip Broz Titos zu organisieren, den er als Diplomat bei verschiedenen Gelegenheiten traf. Durch den Tod Stalins im März 1953 wurden diese Planungen unterbrochen, Grigulewitsch wurde in die UdSSR zurückberufen und beendete seine Agentenkarriere. Das Verschwinden des costa-ricanischen Botschafters samt Frau und Tochter löste in Italien Spekulationen über mögliche kriminelle Aktivitäten aus.
Ohne eine Arbeit anfertigen zu müssen, erhielt er einen Doktorgrad für Geschichte. In seinen späteren Jahren war er ein geachteter Historiker, der sich auf Lateinamerika und die katholische Kirche spezialisiert hatte. Grigulewitsch publizierte 58 Bücher, einige davon unter dem Pseudonym Josef Lawrezki (Лаврецкий). 1979 wurde er korrespondierendes Mitglied der Akademie der Wissenschaften der UdSSR. Einige Kollegen beargwöhnten das Fehlen biographischer Informationen sowie seine Weigerung, sich fotografieren zu lassen. Seine NKWD-Karriere wurde erst nach dem Ende der Sowjetunion bekannt.